# Allobates kamilae
Allobates kamilae — вид жаб родини Aromobatidae. Описаний у 2022 році.

## Назва
Видовий епітет kamilae вшановує Камілу Ксав’є Амарал, дуже юну та захоплену біологиню, який передчасно померла після боротьби з раком. Будучи студенткою бакалаврату, Каміла проходила підготовку з таксономії Allobates у А. П. Ліми. Вона була першою людиною, яка вивчала новий вид, описаний у цьому дослідженні.

## Поширення
Ендемік Бразилія. Поширений у верхів'ї річки Мадейра.

## Опис
Дрібний вид Allobates характеризується наступною комбінацією ознак: довжина тіл 14,5–17,4 мм у самців і 15,2–17,8 мм у самиць; III палець без набряку у самців; один підсуглобовий горбок на IV пальці; базальна перетинка між II і III пальцями відсутня; EN/WFD = 2,67–3,67 у самиць; WFD/WTD = 0,67–1,00 і HANDIV/WFD = 3,58–5,60 у самців; тильна поверхня стегна без червоних або жовтих плям; бліда дорсолатеральна смуга відсутня в консерванті; біла вентролатеральна смужка відсутня при житті; черевце без темного і білого мармурового забарвлення; горло у самців яскраво-жовте з розсіяними меланофорами; горло у самиць з розкиданими меланофорами; тильна поверхня пальців від коричневої до помаранчево-коричневої. 
Пуголовки мають ротовий диск і дихальце; по п'ять коротких сосочків з кожного боку бічного краю передньої губи; довгі сосочки на задній губі; «V»-подібні піхви нижньої щелепи; і губні зубні ряди Р-3 і Р-1 однакової довжини.